# Brachycephalus alipioi
Espèce
Statut de conservation UICN

 DD  : Données insuffisantes
Brachycephalus alipioi est une espèce d'amphibiens de la famille des Brachycephalidae.

## Répartition
Cette espèce est endémique l'État de Espírito Santo au Brésil. Elle se rencontre dans les municipalités de Vargem Alta, de Castelo et de Santa Teresa.

## Étymologie
Cette espèce est nommée en l'honneur d'Alípio de Miranda-Ribeiro.

## Publication originale
- Pombal & Gasparini, 2006 : A new Brachycephalus (Anura: Brachycephalidae) from the Atlantic rainforest of Espirito Santo, Southeastern Brazil. South American Journal of Herpetology, vol. 1, no 2, p. 87-93 (texte intégral).